# Campylium courtoisii
Campylium courtoisii là một loài rêu trong họ Amblystegiaceae. Loài này được Paris & Broth. mô tả khoa học đầu tiên năm 1909.